# Życie jak dom
Życie jak dom – amerykańska tragikomedia z 2001 roku.

## Główne role
- Kevin Kline – George Monroe
- Kristin Scott Thomas – Robin Kimball
- Hayden Christensen – Sam Monroe
- Jena Malone – Alyssa Beck
- Mary Steenburgen – Colleen Beck
- Mike Weinberg – Adam Kimball
- Scotty Leavenworth – Ryan Kimball
- Ian Somerhalder – Josh
- Jamey Sheridan – Peter Kimball
- Scott Bakula – Kurt Walker

## Nagrody i nominacje
Złote Globy 2001
- Najlepszy aktor drugoplanowy – Hayden Christensen (nominacja)